# Rodízio de veículos de São Paulo

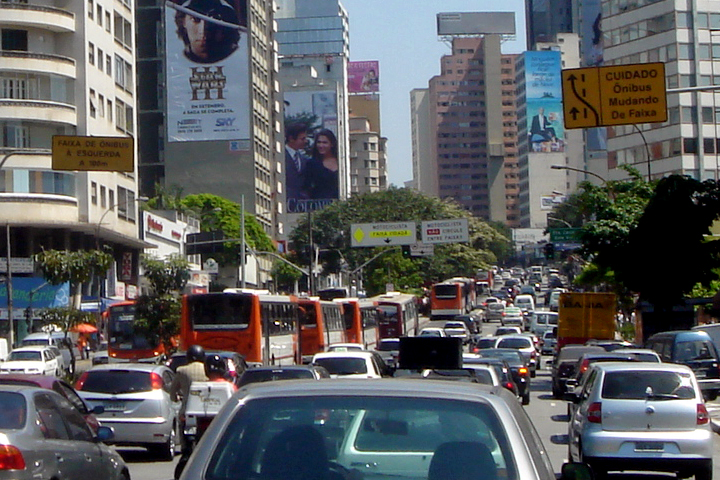
O megacongestionamento de trânsito persiste mesmo após São Paulo ter implantado o rodízio em 1997. Rua da Consolação em 2006, centro da cidade de São Paulo, Brasil.

O rodízio municipal de veículos de São Paulo ou também chamado de Operação Horário de Pico pela CET é uma restrição à circulação de veículos automotores na cidade de São Paulo. Implantado de forma experimental a partir de 1996 com o propósito de melhorar as condições ambientais reduzindo a carga de poluentes na atmosfera, se consolidou como um instrumento para reduzir congestionamentos nas principais vias da cidade, nos horários de maior movimento. Para mitigar os efeitos dos congestionamentos no trânsito e na qualidade do ar da cidade, a Prefeitura de São Paulo estendeu o rodízio para a circulação dos caminhões dentro do Centro Expandido a partir do dia 30 de junho de 2008.

## Legislação
O rodízio foi estabelecido pela Lei Municipal 12.490 de 3 de outubro de 1997 e regulamentada pelo Decreto 37.085 e suas alterações.

## Funcionamento

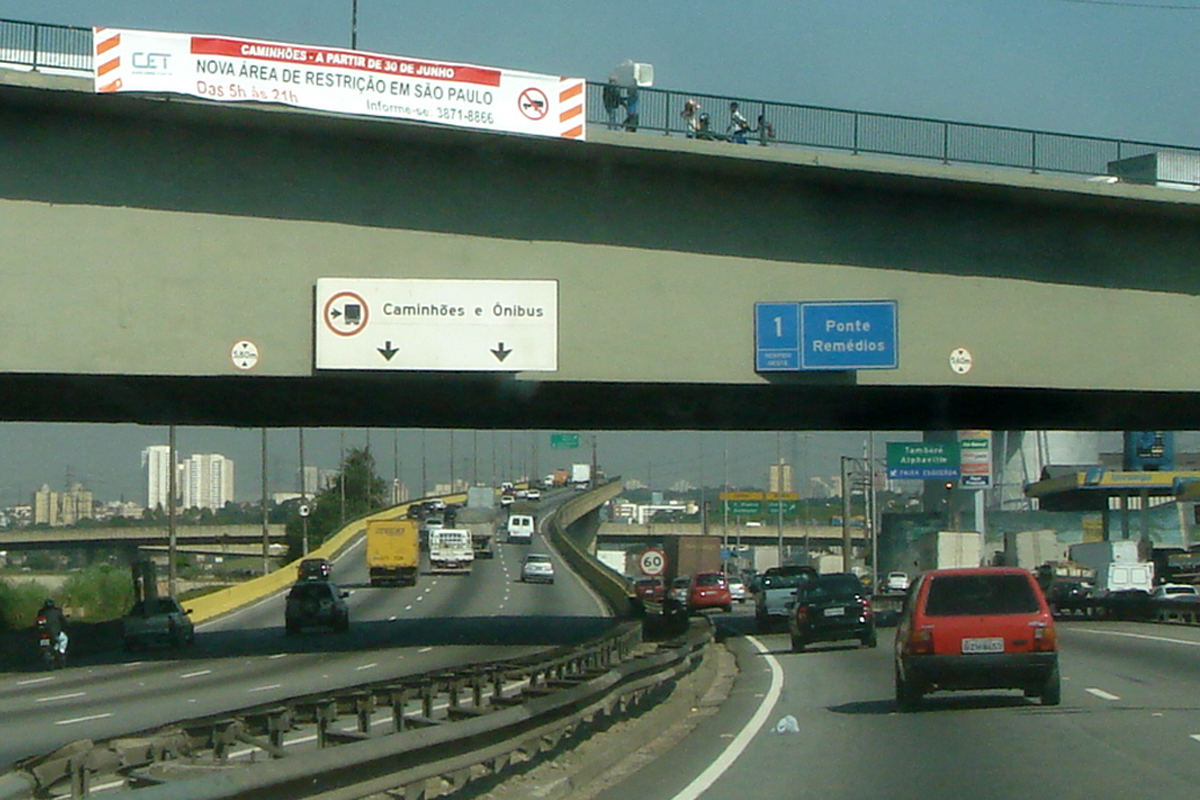
Banner temporário avisando aos motoristas da entrada em vigor da restrição para caminhões em junho de 2008. Início da Marginal do Rio Pinheiros, São Paulo.

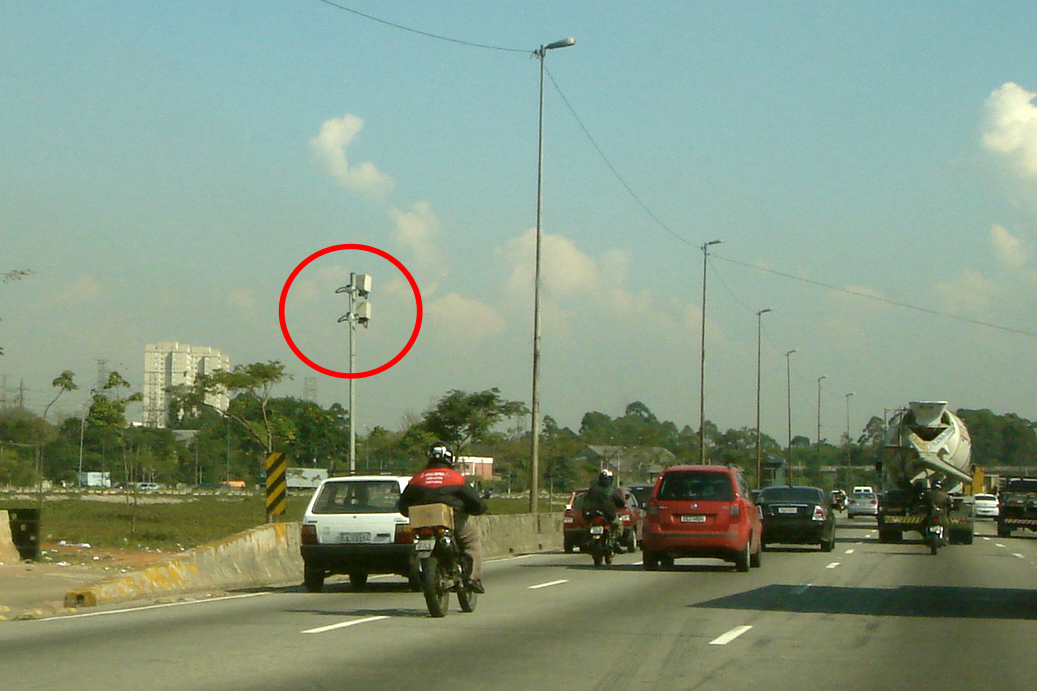
O controle da restrição é feito com apoio de equipamentos de fiscalização eletrônica da velocidade adaptados. Marginal do Rio Tietê, São Paulo.

A restrição de circulação atinge veículos particulares e de empresas de qualquer cidade, excetuando-se aqueles que realizam funções essenciais, transporte urbano e escolar, atendimento médico, transportem produtos perecíveis, pessoas portadoras de deficiência física ou dirigidos por estas últimas e é aplicada de acordo com uma escala e em duas faixas de horário do dia: das 07:00 às 10:00 e das 17:00 às 20:00.
Atualmente, o rodízio não se aplica à toda cidade, sendo limitado a uma região denominada Centro Expandido, que é delimitado pelas vias:
- Marginal do Rio Tietê
- Marginal do Rio Pinheiros
- Avenida dos Bandeirantes
- Avenida Afonso D' Escragnole Taunay
- Complexo Viário Maria Maluf
- Avenida Presidente Tancredo Neves
- Avenida das Juntas Provisórias
- Viaduto Grande São Paulo
- Avenida Professor Luís Inácio de Anhaia Melo
- Avenida Salim Farah Maluf

Há uma escala que determina em quais dias da semana quais veículos não podem circular. Essa escala é regida pelo último dígito da placa do veículo, sendo:
| Dia da semana | Dígitos proibidos |
| ------------- | ----------------- |
| Segunda-feira | 1 e 2             |
| Terça-feira   | 3 e 4             |
| Quarta-feira  | 5 e 6             |
| Quinta-feira  | 7 e 8             |
| Sexta-feira   | 9 e 0             |

Os motoristas que são flagrados violando a restrição de circulação são autuados com multa e quatro pontos na carteira de habilitação.

### Suspensão
A escala acima não inclui os finais de semana, pois nestes dias a restrição é suspensa.
Costumeiramente, o rodízio também é suspenso por algumas semanas durante o período de festas de fim de ano e férias de verão, como também durante dias úteis intercalados com feriados, ocasiões em que ocorre uma redução no volume de tráfego da cidade. Nesses casos, a suspensão é previamente determinada pelas autoridades e devidamente divulgada pelos veículos de comunicação.
Além disso, o rodízio pode ser, a critério das autoridades competentes, excepcionalmente suspenso a qualquer momento por motivos que alterem a rotina normal da cidade, como greves nos transportes ou calamidades públicas, sendo também nesses casos informado ao público assim que possível.

### Isenção para carros limpos

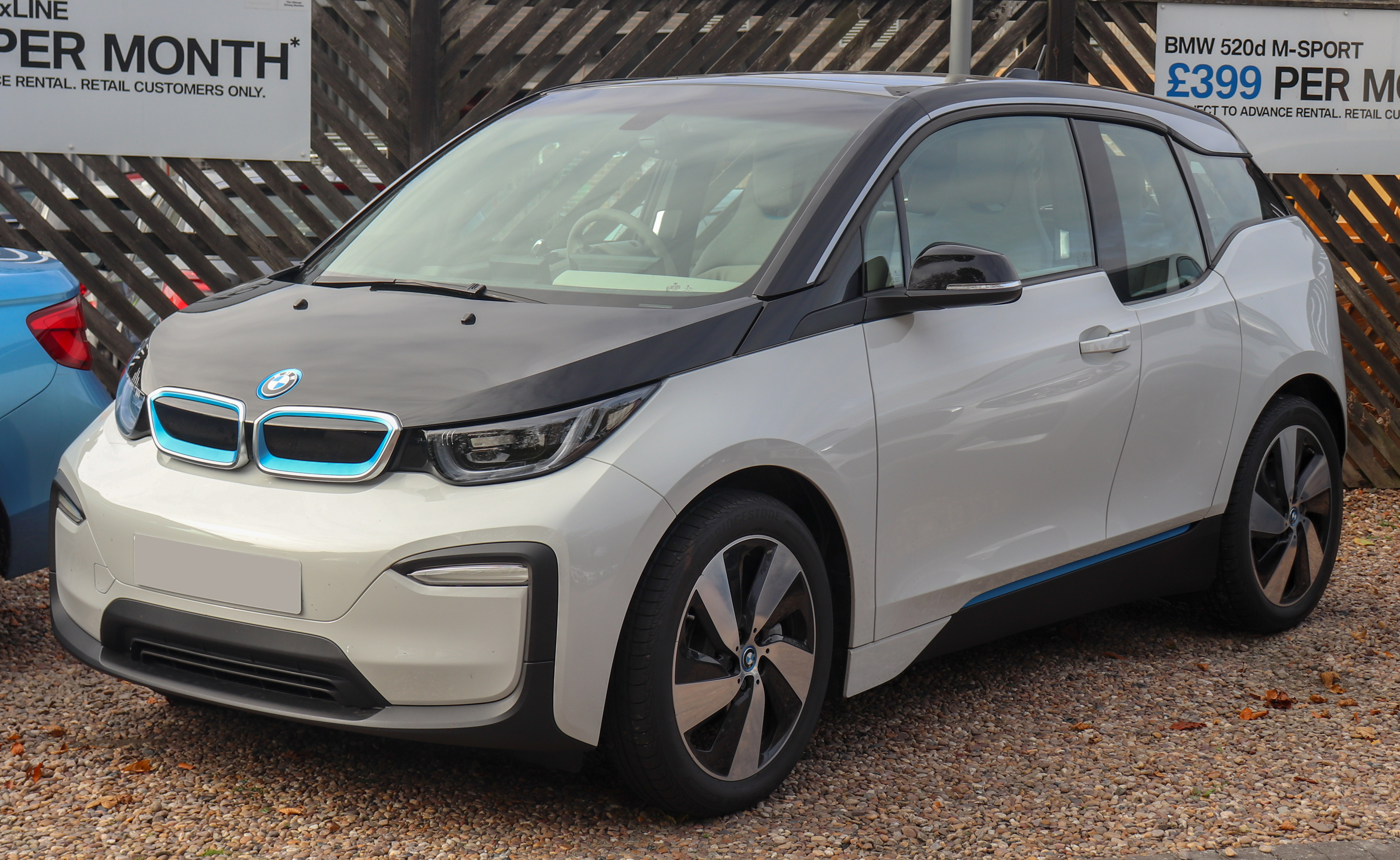
O BMW i3 será o primero carro 100% elétrico do país vendido no varejo com isenção do rodízio de São Paulo.

Em maio de 2014, a Prefeitura de São Paulo aprovou a Lei 15.997/14 que prevê que carros movidos a hidrogênio, eletricidade, e híbridos desses dois elementos emplacados na cidade estarão isentos do rodízio de veículos. Além disso, a lei autorizou incentivo tributário ao uso de carros limpos com propulsão alternativa, que receberam de volta 50% do IPVA pago. A devolução do IPVA é limitada a R$10.000 e vale 5 anos. O carro não pode custar mais de R$150.000. A legislação de São Paulo procura estimular a adoção de políticas semelhantes em outras cidades brasileiras. O decreto autorizando os benefícios foi assinado pelo Prefeito  de São Paulo em setembro de 2015. Inicialmente, a medida vai beneficiar somente 387 automóveis, entre híbridos e elétricos emplacados no município.
Em setembro de 2014, o BMW i3 tornou-se o primeiro carro 100% elétrico plug-in disponível no Brasil para clientes do varejo e é o primeiro veículo elétrico elegível para a isenção do rodízio para carros com propulsão alternativa emplacados em São Paulo. Vários automóveis híbridos disponíveis no mercado, como o Toyota Prius e Ford Fusion Hybrid, também são beneficiados com a isenção do rodízio.

## Limitações
Os críticos afirmam que o modelo do rodízio oferece uma solução limitada para o problema do trânsito e da poluição ambiental.
Quando ocorre ampliação da frota, mesmo que seja realizada com veículos novos, isso impacta tanto os índices ambientais quanto na extensão dos congestionamentos diários no trânsito.
Porém, ampliar o rodízio para compensar tal aumento não é eficaz. A experiência da Cidade do México de ampliar o rodízio municipal para dois dias por semana demonstrou que tal ampliação pode levar às famílias a comprarem um segundo veículo para burlar as restrições do rodízio com placas diferentes. E devido a uma peculiaridade da América Latina, onde os custos de veículos novos os tornam menos acessíveis, endurecer o rodízio pode levar a uma ampliação da frota com veículos antigos e mais poluentes. Desta forma, ao invés de  diminuir a poluição do ar nas grandes cidades, tal política pode ter efeito contrário ao desejado.
Diante disso, os críticos defendem que as restrições à circulação veicular estejam vinculadas a outras medidas, tais como a melhoria do transporte público, o estímulo ao uso de meios de transporte não poluentes, a inspeção veicular e ao estimulo do uso da carona solidária, o que levaria a uma maior ocupação nos veículos.